# Paleacrita psi
Paleacrita psi är en fjärilsart som beskrevs av Alpheus Spring Packard 1873. Paleacrita psi ingår i släktet Paleacrita och familjen mätare. Inga underarter finns listade i Catalogue of Life.